# Słowenia na Letnich Igrzyskach Olimpijskich 1992
Słowenię na Letnich Igrzyskach Olimpijskich 1992 reprezentowało 35 zawodników: 29 mężczyzn i 6 kobiet. Był to debiut reprezentacji Słowenii na letnich igrzyskach olimpijskich. Reprezentanci Słowenii zdobyli dwa pierwsze medale (brązowe) olimpijskie w historii startów na letnich igrzyskach olimpijskich.

## Zdobyte medale
| Medal | Zawodnik                                                 | Dyscyplina  | Konkurencja                   | Rezultat    |
| ----- | -------------------------------------------------------- | ----------- | ----------------------------- | ----------- |
| Brąz  | Iztok Čop, Denis Žvegelj                                 | Wioślarstwo | dwójka bez sternika mężczyzn  | 6:33,43 min |
| Brąz  | Jani Klemenčič, Sašo Mirjanič, Milan Janša, Sadik Mujkič | Wioślarstwo | czwórka bez sternika mężczyzn | 5:58,24 min |

## Skład kadry

### Gimnastyka

#### Mężczyźni
| Zawodnik    | Konkurencja            | Eliminacje  | Eliminacje | Finał      | Finał   | Źródło |
| Zawodnik    | Konkurencja            | Punkty      | Pozycja    | Punkty     | Pozycja | Źródło |
| ----------- | ---------------------- | ----------- | ---------- | ---------- | ------- | ------ |
| Jože Kolman | Wielobój indywidualnie | 110,875 pkt | 80.        | NQ         | NQ      | [ 3 ]  |
| Jože Kolman | Ćwiczenia wolne        | —           | —          | 18,275 pkt | 84.     | [ 3 ]  |
| Jože Kolman | Skok przez konia       | —           | —          | 18,700 pkt | 65.     | [ 3 ]  |
| Jože Kolman | Poręcz                 | —           | —          | 18,650 pkt | 67.     | [ 3 ]  |
| Jože Kolman | Drążek                 | —           | —          | 18,275 pkt | 81.     | [ 3 ]  |
| Jože Kolman | Kółka                  | —           | —          | 18,400 pkt | 83.     | [ 3 ]  |
| Jože Kolman | Koń z łękami           | —           | —          | 18,575 pkt | 67.     | [ 3 ]  |

### Judo

#### Mężczyźni
| Zawodnik     | Konkurencja   | 1/32 finału                        | 1/16 finału                   | 1/8 finału                          | Ćwierćfinały     | Półfinały        | Repasaże         | Repasaże                     | Repasaże         | Repasaże         | Repasaże         | Finał            | Pozycja | Źródło |
| Zawodnik     | Konkurencja   | 1/32 finału                        | 1/16 finału                   | 1/8 finału                          | Ćwierćfinały     | Półfinały        | 1                | 2                            | 3                | 4                | O brąz           | Finał            | Pozycja | Źródło |
| Zawodnik     | Konkurencja   | Przeciwnik Wynik                   | Przeciwnik Wynik              | Przeciwnik Wynik                    | Przeciwnik Wynik | Przeciwnik Wynik | Przeciwnik Wynik | Przeciwnik Wynik             | Przeciwnik Wynik | Przeciwnik Wynik | Przeciwnik Wynik | Przeciwnik Wynik | Pozycja | Źródło |
| ------------ | ------------- | ---------------------------------- | ----------------------------- | ----------------------------------- | ---------------- | ---------------- | ---------------- | ---------------------------- | ---------------- | ---------------- | ---------------- | ---------------- | ------- | ------ |
| Stefan Ćuk   | Waga do 65 kg | BYE                                | C. Ward Wygrana – yusei-gachi | I. Hernández Porażka – ippon (3:57) | NQ               | NQ               | BYE              | Dănuț Pop Porażka – waza-ari | NQ               | NQ               | NQ               | NQ               | 13-16.  | [ 4 ]  |
| Filip Leščak | Waga do 86 kg | B. Spijkers Wygrana – ippon (0:57) | NQ                            | NQ                                  | NQ               | NQ               | NQ               | NQ                           | NQ               | NQ               | NQ               | NQ               | 33.     | [ 5 ]  |

### Kajakarstwo górskie

#### Mężczyźni
| Zawodnik        | Konkurencja | 1. przejazd        | 1. przejazd             | 2. przejazd        | 2. przejazd             | Pozycja końcowa | Źródło |
| Zawodnik        | Konkurencja | Czas brutto (Kara) | Pozycja (w przejeździe) | Czas brutto (Kara) | Pozycja (w przejeździe) | Pozycja końcowa | Źródło |
| --------------- | ----------- | ------------------ | ----------------------- | ------------------ | ----------------------- | --------------- | ------ |
| Marjan Štrukelj | K-1         | 110.11 (0 s)       | 3.                      | 131.75 (20 s)      | 31.                     | 6.              | [ 6 ]  |
| Albin Čižman    | K-1         | 112.12 (0 s)       | 8.                      | 110.73 (0 s)       | 5.                      | 9.              | [ 6 ]  |
| Janež Skok      | K-1         | 112.00 (0 s)       | 7.                      | 111.52 (0 s)       | 6.                      | 10.             | [ 6 ]  |
| Boštjan Žitnik  | C-1         | 137.72 (20 s)      | 20.                     | 121.09 (5 s)       | 8.                      | 10.             | [ 7 ]  |
| Jože Vidmar     | C-1         | 122.26 (0 s)       | 7.                      | 124.57 (5 s)       | 14.                     | 14.             | [ 7 ]  |
| Borut Javornik  | C-1         | 134.78 (15 s)      | 18.                     | 123.94 (0 s)       | 13.                     | 16.             | [ 7 ]  |

### Kolarstwo szosowe

#### Mężczyźni
| Zawodnik     | Konkurencja                | Czas    | Pozycja | Źródło |
| ------------ | -------------------------- | ------- | ------- | ------ |
| Valter Bonča | Wyścig ze startu wspólnego | 4:35:56 | 63.     | [ 8 ]  |

### Lekkoatletyka

#### Konkurencje biegowe

##### Kobiety
| Zawodnik        | Konkurencja | Eliminacje | Eliminacje | Ćwierćfinały | Ćwierćfinały | Półfinały | Półfinały | Finał | Finał   | Źródło |
| Zawodnik        | Konkurencja | Czas       | Pozycja    | Czas         | Pozycja      | Czas      | Pozycja   | Czas  | Pozycja | Źródło |
| --------------- | ----------- | ---------- | ---------- | ------------ | ------------ | --------- | --------- | ----- | ------- | ------ |
| Brigita Bukovec | 100 m ppł.  | 13.45      | 4. (Q)     | 13.28        | 5. (q)       | 13.68     | 9.        | NQ    | NQ      | [ 9 ]  |

##### Mężczyźni
| Zawodnik     | Konkurencja | Czas    | Pozycja | Źródło |
| ------------ | ----------- | ------- | ------- | ------ |
| Mirko Vindiš | Maraton     | 2:21:03 | 40.     | [ 10 ] |

#### Konkurencje techniczne

##### Kobiety
| Zawodnik     | Konkurencja | Eliminacje | Eliminacje | Finał  | Finał   | Źródło |
| Zawodnik     | Konkurencja | Wynik      | Pozycja    | Wynik  | Pozycja | Źródło |
| ------------ | ----------- | ---------- | ---------- | ------ | ------- | ------ |
| Britta Bilač | Skok wzwyż  | 1,92 m     | 14. (Q)    | 1,83 m | 15.     | [ 11 ] |

##### Mężczyźni
| Zawodnik    | Konkurencja | Eliminacje | Eliminacje | Finał  | Finał   | Źródło |
| Zawodnik    | Konkurencja | Wynik      | Pozycja    | Wynik  | Pozycja | Źródło |
| ----------- | ----------- | ---------- | ---------- | ------ | ------- | ------ |
| Borut Bilač | Skok w dal  | 8,00 m     | 10. (q)    | 7,76 m | 9.      | [ 12 ] |

### Łucznictwo

#### Mężczyźni
| Zawodnik    | Konkurencja   | Runda rankingowa | Runda rankingowa | 1/16 finału      | 1/8 finału       | Ćwierćfinały     | Półfinały        | Finał/o brąz     | Pozycja | Źródło |
| Zawodnik    | Konkurencja   | Wynik            | Pozycja          | Przeciwnik Wynik | Przeciwnik Wynik | Przeciwnik Wynik | Przeciwnik Wynik | Przeciwnik Wynik | Pozycja | Źródło |
| ----------- | ------------- | ---------------- | ---------------- | ---------------- | ---------------- | ---------------- | ---------------- | ---------------- | ------- | ------ |
| Samo Medved | Indywidualnie | 1266 pkt         | 33.              | NQ               | NQ               | NQ               | NQ               | NQ               | 33.     | [ 13 ] |

### Pływanie

#### Kobiety
| Zawodnik     | Konkurencja              | Eliminacje | Eliminacje | Finał B | Finał B | Finał A | Finał A | Pozycja | Źródło |
| Zawodnik     | Konkurencja              | Czas       | Pozycja    | Czas    | Pozycja | Czas    | Pozycja | Pozycja | Źródło |
| ------------ | ------------------------ | ---------- | ---------- | ------- | ------- | ------- | ------- | ------- | ------ |
| Tanja Godina | 100 m stylem grzbietowym | 1:06.97    | 7.         | NQ      | NQ      | NQ      | NQ      | 41.     | [ 14 ] |
| Tanja Godina | 200 m stylem grzbietowym | 2:25.31    | 6.         | NQ      | NQ      | NQ      | NQ      | 41.     | [ 14 ] |

#### Mężczyźni
| Zawodnik      | Konkurencja             | Eliminacje | Eliminacje | Finał B | Finał B | Finał A  | Finał A | Pozycja | Źródło |
| Zawodnik      | Konkurencja             | Czas       | Pozycja    | Czas    | Pozycja | Czas     | Pozycja | Pozycja | Źródło |
| ------------- | ----------------------- | ---------- | ---------- | ------- | ------- | -------- | ------- | ------- | ------ |
| Jure Bučar    | 200 m stylem dowolnym   | 1:53.19    | 3.         | NQ      | NQ      | NQ       | NQ      | 29.     | [ 15 ] |
| Nace Majcen   | 200 m stylem dowolnym   | 1:54.57    | 5.         | NQ      | NQ      | NQ       | NQ      | 35.     | [ 16 ] |
| Jure Bučar    | 400 m stylem dowolnym   | 3:55.28    | 6. (QB)    | 3:56.93 | 8.      | NQ       | NQ      | 16.     | [ 15 ] |
| Nace Majcen   | 400 m stylem dowolnym   | 4:00.42    | 8.         | NQ      | NQ      | NQ       | NQ      | 31.     | [ 16 ] |
| Igor Majcen   | 1500 m stylem dowolnym  | 15:16.85   | 3. (QA)    | BYE     | BYE     | 15:19.12 | 6.      | 6.      | [ 17 ] |
| Matjaž Kozelj | 100 m stylem motylkowym | 56.65      | 4.         | NQ      | NQ      | NQ       | NQ      | 42.     | [ 18 ] |
| Matjaž Kozelj | 200 m stylem motylkowym | 2:01.39    | 1.         | NQ      | NQ      | NQ       | NQ      | 19.     | [ 18 ] |

### Strzelectwo

#### Mężczyźni
| Zawodnik        | Konkurencja                              | Eliminacje | Eliminacje | Finał    | Finał      | Finał   | Źródło |
| Zawodnik        | Konkurencja                              | Wynik      | Pozycja    | Wynik    | Suma       | Pozycja | Źródło |
| --------------- | ---------------------------------------- | ---------- | ---------- | -------- | ---------- | ------- | ------ |
| Rajmond Debevec | Karabin pneumatyczny 10 m                | 589 pkt    | 9.         | NQ       | NQ         | NQ      | [ 19 ] |
| Rajmond Debevec | Karabin małokalibrowy, trzy pozycje 50 m | 1167 pkt   | 6. (Q)     | 95,6 pkt | 1262,6 pkt | 6.      | [ 20 ] |
| Rajmond Debevec | Karabin małokalibrowy, leżąc 50 m        | 594 pkt    | 18.        | NQ       | NQ         | NQ      | [ 21 ] |

### Tenis stołowy

#### Kobiety
| Zawodnik      | Konkurencja | Runda eliminacyjna | Runda eliminacyjna | Runda eliminacyjna | Runda eliminacyjna | Runda eliminacyjna | 1/8 finału       | Ćwierćfinały     | Półfinały        | Finał            | Pozycja | Źródło |
| Zawodnik      | Konkurencja | Przeciwnik Wynik   | Przeciwnik Wynik   | Przeciwnik Wynik   | Bilans             | Pozycja            | Przeciwnik Wynik | Przeciwnik Wynik | Przeciwnik Wynik | Przeciwnik Wynik | Pozycja | Źródło |
| ------------- | ----------- | ------------------ | ------------------ | ------------------ | ------------------ | ------------------ | ---------------- | ---------------- | ---------------- | ---------------- | ------- | ------ |
| Polona Frelih | Singiel     | L. Erlman P 0-2    | H. Jung-hwa P 0-2  | F. Ben Aïssa W 2-0 | 1-2                | 3.                 | NQ               | NQ               | NQ               | NQ               | 33-48.  | [ 22 ] |

### Tenis ziemny

#### Kobiety
| Zawodnik                 | Konkurencja  | 1/16 finału                    | 1/8 finału       | Ćwierćfinały     | Półfinały        | Finał/o brąz     | Pozycja | Źródło |
| Zawodnik                 | Konkurencja  | Przeciwnik Wynik               | Przeciwnik Wynik | Przeciwnik Wynik | Przeciwnik Wynik | Przeciwnik Wynik | Pozycja | Źródło |
| ------------------------ | ------------ | ------------------------------ | ---------------- | ---------------- | ---------------- | ---------------- | ------- | ------ |
| Tina Križan Karin Lušnić | Gra podwójna | Maleewa/Zardo P 0-2 (2:6, 2:6) | NQ               | NQ               | NQ               | NQ               | 17-31.  | [ 13 ] |

#### Mężczyźni
| Zawodnik                | Konkurencja  | 1/16 finału                         | 1/8 finału       | Ćwierćfinały     | Półfinały        | Finał/o brąz     | Pozycja | Źródło |
| Zawodnik                | Konkurencja  | Przeciwnik Wynik                    | Przeciwnik Wynik | Przeciwnik Wynik | Przeciwnik Wynik | Przeciwnik Wynik | Pozycja | Źródło |
| ----------------------- | ------------ | ----------------------------------- | ---------------- | ---------------- | ---------------- | ---------------- | ------- | ------ |
| Iztok Božic Blaž Trupej | Gra podwójna | Krishnan/Paes P 0-3 (3:6, 2:6, 2:6) | NQ               | NQ               | NQ               | NQ               | 17-30.  | [ 23 ] |

### Wioślarstwo

#### Mężczyźni
| Zawodnik                                              | Konkurencja          | Eliminacje | Eliminacje | Repasaże o półfinał | Repasaże o półfinał | Półfinały | Półfinały | Finał A/B | Finał A/B | Pozycja | Źródło |
| Zawodnik                                              | Konkurencja          | Czas       | Pozycja    | Czas                | Pozycja             | Czas      | Pozycja   | Czas      | Pozycja   | Pozycja | Źródło |
| ----------------------------------------------------- | -------------------- | ---------- | ---------- | ------------------- | ------------------- | --------- | --------- | --------- | --------- | ------- | ------ |
| Iztok Čop Denis Žvegelj                               | Dwójka bez sternika  | 6:37.11    | 2.         | 6:46.71             | 1. (Q)              | 6:34.48   | 3. (QA)   | 6:33.43   | 3.        | brąz    | [ 24 ] |
| Jani Klemenčič Sašo Mirjanič Milan Janša Sadik Mujkič | Czwórka bez sternika | 6:04.91    | 3. (Q)     | BYE                 | BYE                 | 5:59.52   | 2. (QA)   | 5:58.24   | 3.        | brąz    | [ 25 ] |

### Żeglarstwo
| Zawodnik                  | Konkurencja          | Pozycja w wyścigu Punkty | Pozycja w wyścigu Punkty | Pozycja w wyścigu Punkty | Pozycja w wyścigu Punkty | Pozycja w wyścigu Punkty | Pozycja w wyścigu Punkty | Pozycja w wyścigu Punkty | Pozycja w wyścigu Punkty | Pozycja w wyścigu Punkty | Pozycja w wyścigu Punkty | Suma punktów | Pozycja | Źródło |
| Zawodnik                  | Konkurencja          | 1                        | 2                        | 3                        | 4                        | 5                        | 6                        | 7                        | 8                        | 9                        | 10                       | Suma punktów | Pozycja | Źródło |
| ------------------------- | -------------------- | ------------------------ | ------------------------ | ------------------------ | ------------------------ | ------------------------ | ------------------------ | ------------------------ | ------------------------ | ------------------------ | ------------------------ | ------------ | ------- | ------ |
| Stojan Vidaković          | Windsurfing mężczyzn | 9. 15 pkt                | 7. 13 pkt                | 17. 23 pkt               | 9. 15 pkt                | 28. 34 pkt               | 18. 24 pkt               | 14. 20 pkt               | 5. 10 pkt                | 8. 14 pkt                | 11. 17 pkt               | 151 pkt      | 11.     | [ 26 ] |
| Goran Šošić Mitja Kosmina | Latający Holender    | 14. 20 pkt               | 20. 26 pkt               | 21. 27 pkt               | 17. 23 pkt               | 3. 5,7 pkt               | 20. 26 pkt               | 1. 0 pkt                 | —                        | —                        | —                        | 100,7 pkt    | 12.     | [ 27 ] |